# Machaerium nicaraguense
Machaerium nicaraguense es una especie vegetal de la familia Fabaceae.
Puede ser encontrada en los siguientes países: Honduras y Nicaragua.